# Mukna
Mukna er en traditionel brydeform fra Manipur-provinsen i Indien. Den kan spores til begyndelsen af det 15. århundrede, men formodes langt ældre. Sporten har især forbindelse med Lai Haraoba-festivalen, hvor den har ceremoniel betydning.
Mukna foregår stående og taberen er den første, som rører jorden med hånd, ryggen, skulder, knæ eller hoved. Man må ikke holde i nakke, ben, hår, ører eller ædlere dele. Til gengæld holder man i modstanderens bælte.